# Прилеп (община)
Вижте пояснителната страница за други значения на Прилеп.
Прилеп (на македонска литературна норма: Општина Прилеп) е община, разположена в южната част на Северна Македония със седалище едноименният град Прилеп.
Освен град Прилеп общината обхваща 58 села в северната част на Пелагония Прилепското поле, котловината Раец и северната част на областта Мариово (така нареченото Прилепско Мариово). Площта на община Прилеп е 1194,44 km2 и така тя е най-голямата по площ община в страната. Гъстотата на населението 64,27 жители на km2.

## Структура на населението
Според преброяването от 2002 година община Прилеп има 76 768 жители.
| Етническа принадлежност | Процент | Брой   |
| северномакедонци        | 92,35%  | 70 878 |
| албанци                 | 0,03%   | 22     |
| турци                   | 1,19%   | 917    |
| роми                    | 5,77%   | 4433   |
| власи                   | 0,02%   | 17     |
| сърби                   | 0,22%   | 172    |
| бошняци                 | 0,10%   | 86     |
| други                   | 0,32%   | 243    |